# Radoslav Sís
Radoslav Sís, né le 22 mai 1928 et mort le 26 octobre 1989, est un ancien joueur tchécoslovaque de basket-ball. 

## Palmarès
- Finaliste du championnat d'Europe 1955